# Baya (Artista)
Baya Mahieddine (en árabe: باية محي الدين‎) o Fátima Haddad (en árabe: فاطمة حداد‎), (Bordj El Kiffan, 12 de diciembre de 1931- Blida, 9 de noviembre de 1998) fue una artista argelina. Si bien ella no identificó su obra como perteneciente a un género artístico en particular, los críticos le han clasificado sus obras como surrealistas, primitivas, ingenuas y modernas. Completamente autodidacta, trabajó la pintura, y en menor medida, la cerámica.

## Trayectoria
Nacida en 1931 en Fort de l'Eau (actual Bordj El Kiffan), fue huérfana a los cinco años y fue criada por su abuela. Cuando Baya tenía once años, Marguerite Caminat, una mujer francesa residente en Argel, se convirtió en su protectora, aunque la relación es objeto de disputa, ya que algunas fuentes afirman que Baya ayudaba con las tareas domésticas de Caminat, como si fuera una sirvienta.  Caminat le proporcionó una residencia, material de arte y palabras de apoyo a su arte.
En 1947, Caminat, que estaba bien conectada en el mundo literario y artístico, recibió la visita de un comerciante de arte francés, Aimé Maeght, quien, más tarde ese año, presentó el trabajo de Baya, de dieciséis años, en la Exposition Internationale du Surréalisme de la Galerie Maeght en París, donde ganó la atención de artistas de renombre como Pablo Picasso y André Breton, quién escribió el prefacio del catálogo de esta exposición. Después de su estancia en París, vivió en Vallauris, donde trabajó en cerámica y conoció a Picasso, quien quedó muy impresionado por su obra. Su obra se presentó en varias exposiciones en Francia y Argelia y sus obras fueron reproducidas en los sellos postales de Argelia.
Baya regresó a Argelia y en 1953 se casó con el músico El Hadj Mahfoud Mahieddine, en un matrimonio concertado. No pintó entre 1953 y 1963, años que coincidieron con la Guerra de Argelia. Durante estos años dio a luz seis hijos.
En 1963 reanudó la pintura, exponiendo obras nuevas y antiguas en Argel y en París.
Se mantuvo activa hasta su muerte el 9 de noviembre de 1998.

## Obra
En sus gouaches, dominados por colores vibrantes, Baya pintó a menudo siluetas de mujeres y sus ropas, cinturones y velos, figuras enigmática de su madre y diferentes objetos domésticos. Los objetos que rodean a estas damas están desprovistos de cualquier sombra. Las obras de arte de Baya parecen recrear en gran medida una comunidad de mujeres vibrante y alegre, en un mundo sin hombres.
Los colores vibrantes y los contornos sinuosos de las figuras en sus gouaches ofrecen representaciones únicas de la flora y la fauna, y retratan animales inusuales como conejos voladores y pájaros del tamaño de camellos, de un tipo que podrían surgir de las historias de Scheherezade de Las mil y una noches.

## Reconocimientos
Los colores atrevidos y las figuras extrañas de sus obras revelaron cualidades surrealistas y oníricas, que inspiraron a artistas como Georges Braque y Picasso.  Breton definió su obra como surrealismo, visión que fue ampliamente sostenida durante mucho tiempo. El elogio que Breton hizo de Baya, lo expresó en su ensayo de 1947, Baya.
En 1994, su obra fue exhibida en Forces of Change, una exposición dedicada a mujeres artistas árabes que se realizó en el Museo Nacional de Mujeres Artistas de Washington.
En 2018, se creó un Doodle de Google para celebrar su 87 cumpleaños. Este mismo año, se le dedicó la exposición, Baya: Woman of Algiers, la primera en Estados Unidos, en la Grey Art Gallery de la Universidad de Nueva York.
Más tarde, en 2021, el Museo de arte de Sharjah de los Emiratos Árabes Unidos, presentó una restropectiva de su obra, con unas 70 piezas.En 2023, el Instituto del Mundo Árabe de París, le dedicó la exposición Baya, icône de la peinture algérienne. Femmes en leur Jardin. Mismo año en el que el Instituto Cervantes de Argel, con motivo de la celebración del cincuenta aniversario de la muerte de Picasso, realizó una presentación teatralizada de los recorridos artísticos de Picasso y de Baya, para rendir un homenaje a ambas figuras.
Su obra fue exhibida en la Bienal de Venecia, en 2022 y en la 60.º edición de 2024. En 2024, el Museo de Arte Moderno de Tarragona, dedicó la exposición L’ocell canta. Baya pinta..., en la que se mostraron sus dibujos y piezas de cerámica.
La escritora Alice Kaplan, publicó en 2024, Seeing Baya: Portrait of an Algerian Artist in Paris, la primera biografía sobre la figura de Baya.